# Morondava Airport
Morondava Airport är en flygplats i Madagaskar.   Den ligger i regionen Menabe, i den västra delen av landet, 400 km väster om huvudstaden Antananarivo. Morondava Airport ligger 8 meter över havet.
Terrängen runt Morondava Airport är mycket platt. Havet är nära Morondava Airport åt nordväst. Runt Morondava Airport är det ganska tätbefolkat, med 139 invånare per kvadratkilometer. Närmaste större samhälle är Morondava, 0,42 km söder om Morondava Airport. Omgivningarna runt Morondava Airport är huvudsakligen savann.